# Abbatiale de Romainmôtier
L'ancienne abbatiale de Romainmôtier Saint-Pierre-et-Saint-Paul, aujourd'hui temple protestant, se situe à Romainmôtier, en Suisse. La paroisse est membre de l'Église évangélique réformée du canton de Vaud.
Romainmôtier est le plus ancien monastère de Suisse. Il fut fondé au milieu du Ve siècle par les Pères du Jura, saint Romain et son frère saint Lupicin. Il fut restauré au VIIe siècle sous l'influence du mouvement irlandais de saint Colomban avant d'être repris par l'abbaye de Cluny au Xe siècle.
L'église est un des plus anciens édifices de style roman de Suisse. Elle fut érigée dans la première moitié du XIe siècle par Odilon, abbé de Cluny. Elle connaîtra plusieurs modifications avant la sécularisation et transformation en temple réformé en 1537. L'édifice a subi sa dernière restauration fin du XXe siècle.

## Histoire
(août 2019).

### L'origine de Romainmôtier

#### Chramnelenus et Clovis II
Il semble qu'un édifice religieux existe dès le Ve siècle, fondé par les fondateurs du monastère de Condat (Saint-Claude), saint Romain et saint Lupicin (à l’issue d’une visite au roi burgonde Chilpéric à Genève, et d’un pèlerinage à Agaune), au bord du Nozon dans cette contrée qui faisait partie du diocèse d'Aventicum (Avenches) et que les premiers abbés à prendre en charge cette communauté sont Théodat et Florian. Un manuscrit du cartulaire de Lausanne raconte que Gontran, roi mérovingien de Bourgogne sous l'épiscopat de Saint-Maire évêque de Lausanne au VIe siècle, donne à un ermite appelé Sigonius une grotte qui deviendra un petit monastère (cella) nommée Balmetta situé près de l'église de Saint-Didier à peu de distance de La Sarraz (speluncam quae dicitur Balmetta sitam prope ecclesiam sancti Desiderii) ainsi que tout le vallon qui s'étend depuis Pompaples jusqu'à Romainmôtier. En 646 Chramnelenus (surnommé Foelix par sa mère Flavie d'origine gallo romaine), fils de Waldelène, père de Donat de Besançon et duc de la Bourgogne Transjurane, ainsi que sa femme Hermentrude voulant agrandir le monastère primitif mais ne disposant pas à cet endroit d'assez de place décident de le  déplacer dans le vallon de Romainmôtier, appelé « Grande Baume » à cette époque, et édifient un monastère  en l'honneur de la Vierge Marie dans un lieu nommé Locus Balmentis (Felix quem dicunt Gramnelenum et uxor sua Ermendrudis construxerunt monasterium in loco Balmensi in honore sancte Dei genetricis Marie anno quatuordecimo Chodovei regis laudante Prothasio Aventicensi vel Lausannensi episcopo), pour réaliser leur projet ils bénéficient de terres données par un prince franc nommé Flodoveus ou Clodoveus (Clovis II). Veuve Hermentrude fonda en 667 le prieuré de Baulmes (Prioratus de Balmes), dans le District d'Orbe, dépendant de l'abbatiale de Payerne. Dans la première moitié du VIIIe siècle le roi de Bourgogne le prend sous sa protection et fait construire une église, dédiée à Saint-Pierre et Saint-Paul. Quelque temps plus tard, en 753, il est consacré par le pape Étienne II qui lui donne le nom de Monasterium Romanum Vocavit (monastère romain) indiquant par cela qu'il est placé sous la protection de Rome et donc affranchi de tout pouvoir tant d'un roi que d'un évêque ; ce pape se rendait auprès de Pépin le Bref pour le sacrer roi et s'était arrêté à l'abbaye d'Agaune avant de se faire préparer une autre étape sur sa route de Ponthion. Plus tard il devient une propriété séculière que Rodolphe Ier, roi de Bourgogne Transjurane, donne à sa sœur Adélaïde, épouse de Richard le Justicier, en 888 qui, à son tour le cède à Odon, abbé de l'abbaye de Cluny vers 929.
Odilon de Mercœur, (994-1048), cinquième abbé de Cluny, devient le principal instigateur de l’« empire religieux de Cluny » en réunissant, avec l'autorisation du pape les couvents dispersés et autonomes en une seule congrégation, ce travail s'inspirait de l'acte de donation d'Adélaïde qui disait vouloir « soutenir à mes frais une congrégation monastique ». C'est aussi l'époque des donations de Rodolphe III, dernier roi de Bourgogne, qui offre au monastère le village de Ferreyres (villa Ferrieris) avec son territoire, un manoir à Moërier (Moriei), deux à Ornyer (Ornei), un à Éclépens (Islapadenes), un à Senarclens (Senerclens), un à Gland, un à Penthaz (Penta), un à Giez... tous compris dans le pays de Vaud ainsi que des possessions dans le comté du Vully, la chapelle Saint-Léodegard, celle de Lully à Orbe, des terres dans le comté équestre (évêché de Genève) et enfin l'église Saint-Martin de Bruzinges. Ces terres qui font le territoire du monastère sont malheureusement au centre de celles de la famille de Grandson dont Lambert, comte de Grandson, avait été destitué de sa dignité et ses biens en partie donné aux religieux. Ce devait être le départ des premiers déboires qu'allait affronter Romainmôtier.

#### L'empire et la papauté
Par la charte du pape Étienne II qui le veut « libre de tout pouvoir de roi, évêque, comte ou autre », par l'acte de donation de la comtesse Adélaïde qui stipule qu'il n'est soumis à aucun pouvoir temporel « pas même à la majesté royale » et par la charte de Frédéric Barberousse qui le prend sous sa protection « comme toute chose de son fisc », le monastère se trouve donc dans une position élevée et jouit d'une grande indépendance. Mais dans cette époque de tumulte il lui faut une haute protection. Dans un premier temps un avoué est nommé dans la personne de Guillaume Ier de Bourgogne qui, avec le prieur, désigne un prévôt. Le monastère n'est pas une mouvance donné au comte de Bourgogne mais c'est une association qui devait se maintenir jusqu'au XIIIe siècle avant d'être modifiée sous Philippe Ier de Savoie qui accorde que le prieur et les religieux ont « juridiction haute, moyenne et basse, spirituel et temporelle sur leurs hommes » mais que ces droits ne pouvaient pas être transférés. Le 12 mai 1365 l'empereur en ordonnant aux prélats et aux seigneurs des archevêchés et évêchés de Bourgogne et des pays voisins de rendre au comte de Savoie l'hommage dû à l'empire et de reconnaitre en sa personne l'autorité impériale en faisait bénéficier le prieuré.
Depuis sa consécration par le pape en 753 le monastère est affranchi de la suzeraineté de la maison de Savoie et de la suprématie épiscopale ne reconnaissant que celle du pape qui « ordonne à tous Rois, Évêques, Ducs, Comtes, et à tous primats (omnibus principibus) dans la jurisdiction desquels le Monastère romain possède des terres ou des Églises de le protéger contre tout envahisseur. Et quant à ceux qui retiennent injustement les terres de Saint-Pierre de Romainmotier, et ne viennent pas promptement à résipiscence, il les excommunie dans les termes les plus virulens ; il les voue à la compagnie de Datan et d'Abiron, de Judas, de Pilate et d'Hérode, et leur souhaite toutes les calamités ». La papauté aura à cœur de rappeler sans cesse que « La commune de toute la Terre de Romainmotier expose au Vicaire général de l'Evèché de Genève et de tous les bénéfices de François de Savoie, commendataire perpétuel du Prieuré de Romainmotier : que ce Prieuré, tant par le privilège de Cluny qu'ensuite de concessions (ex indultis) des Papes et même des Empereurs, est avec ses chapelles et ses chapelains, affranchi de là jurisdiction et supériorité de toute personne ecclésiastique et séculière, et soumis, sans aucun intermédiaire, au souverain Pontife et au Roi » ; en 1047 une bulle, que Clément II adresse à Henry III pour lui raconter le passage d'Étienne II à Romainmôtier, renouvelle la volonté des autorités religieuse que l'indépendance du monastère soit garantie et toujours d'actualité.

### Les terres de Romainmôtier

#### Les terres du pays de Vaud
Le bourg de Romainmôtier était divisé en deux parties : La Combe composée des maisons construites au fond de la vallée avec l'église et le cloître et habitées par les « borgeys », et Assommotier qui se trouvait au-dessus. À son apogée la « terre de Romainmôtier » s'étend depuis la région des « noires Joux » et des pâturages du Jura jusqu'à celle des vignes avec pour lisière l'abbaye du Lac de Joux, Les Clées, l'Orbe, Pompaples et la fontaine Moërier, les limites en sont fixées par des croix de pierre. Les fiefs qui relèvent du monastère sont La Praz, Vallorbe, Moëryer, Orbe, Apples, Pampigny, Barlens (Ballens), Morlens (Mollens), Jolens, Vufflens-la-Ville, Villars-Bosons, Aslens, Lully, Chanvent, Crissier, Montagny, Hyens, Torclens, Eschagnens (Echandens), Chavannes sur le Veyron, Mont la Ville, Valières (Valleyres sous Rances) et Lignierules (Lignerolles) dans l'évêché de Lausane. Dans celui de Genève le prieuré compte la barronie de Monts, les villes et villages de Brussins, Verney, Dullict, Gillie, Vinzel, Saurau Espinoux, Bructignye, Gemels, saint-Oyens, Saint-Georges, Saubraz, Montero, Longiro, Bougie-Millon, Chanoz, Allamand, Perrueys, Germagnye, Brussinel et Chengin. Cinq prieurés, en plus de nombreuses églises, sont sous l'autorité du monastère, il s'agit de ceux de Vallorbe et de Bursins dans le pays de Vaud, de Corcelles et de Bevez dans le comté de Neuchâtel et du Lay damp Waultier (Lac de Saint-Point) en Bourgogne. Pour parfaire cet édifice un plaid général se tient en 1266 afin de fixer les droits et les devoirs.
En dehors des ecclésiastiques il existe les « Francs » qui forment une classe privilégiée et remplissent la charge de fonctionnaire. Sept d'entre eux (les sept Mayors ou Villici) sont les lieutenants du seigneur chargé de représenter les intérêts de l'église, ils sont tout à la fois juges de paix et receveurs, un huitième est le « Sautier » (Salterius) sorte d'huissier du châtelain et du mayor, un neuvième est le « Maréchal » (Marescallus) le gendarme du territoire, les dixième et onzième sont les "Forestiers", le douzième est le "Sommier" (Sommerius) chargé de conduire le coffre du prieur, le treizième est le « Marrilier » (Matercularius) il porte le vase d'eau bénite dans les processions, le quatorzième est le « Portier » (Porterius seu Janitor) chargé de garder la porte du monastère et le quinzième est le « Cuisinier » (Cocus). Les « Mayors » tiennent une cour de justice, le plus souvent devant leurs maisons, pour les affaires ne dépassant pas 40 sols, au-delà ils les renvoient au châtelain de Romainmôtier.

#### Les terres de Bannans et de la vallée de Tlen
Dès le VIe siècle Romainmôtier entretient des relations de confraternité avec l'abbaye d'Agaune et c'est peut-être ce qui lui vaut d'avoir des possessions importantes à Bannans, mais aussi à Sainte-Colombe et dans d'autres lieux de la Chaux-d'Arlier, qui s'étend du Val du Sauget jusqu'à celui de Mièges ainsi qu'à Pontarlier, Salins et Lons-le-Saunier.
Vers l'an 1001 un chevalier du nom de Fredoinus vient se présenter à la cour des « plaids » royaux à Orbe devant le seigneur Adalbert, et rend au monastère de Romainmôtier des propriétés situées à « Bannings » (Bannans) où il dit ne pas pouvoir résider à cause de la mésentente qu'il a avec Gaucher de Salins (Gaucher Ier de Salins ?), puis vers 1008 sur la demande d'Odilon de Mercœur, abbé de Cluny, le roi de Bourgogne Rodolphe III concède à ce monastère le « service » de plusieurs habitants de ce même village. En 1126 l'église de cette localité tombe dans les mains de Romainmôtier de la part d'Humbert III de Salins qui voulait se faire pardonner ses fautes, à cela il ajoute les « investitures » qu'il détient dans la vallée-de-Tlen (Val de Vaux) et dans l'ermitage du Mont-du-Fourg afin que le monastère puisse y élever des maisons et, selon la coutume de cette région, « s'emparer des terres sans maîtres et vacantes pour en jouir en franc-alleu ». ces importantes possessions dans cette vallée devinrent au XIIIe siècle « l'Abbergement de Waut et Chantegrue » non loin du « Lay Damp Waultier » (Lac de Saint-Point) et seront confirmées par un acte du comte de Bourgogne :

« « Nos, Jehan Cuens de Borgoigne, sire de Salins, fecons savoir à tous ces qui verront les présentes lettres, que nous aurions donné et oultrée en pure et perpétuelle aumône à Dieu et à Saint-Pierre et à Saint-Pol, et à Priour et à Couvent de Romainmotier, ce que en Waut prés dou Lay Dampvaultier... » (nous appartient) « et laisé (laissé) retenir à dit Priour et au Couvent tant d'aberiours (abbergataires) comme il lour wendra (viendra); lesquels aberiours leur quittons de tôt en tôt, saulve notre garde et notre avoerie, et la justice corporal, sans l'avoir (les biens des condamnés) que doit demorer à dit Priour et à Couvent. En témoignage de laquelle chose nous avons mis nostre scel pendant en ces présentes lettres. Ce fut fait l'an de l'incarnation Jésus-Christ, que corait par mil et deux cent cinquante et cinq au mois de may » »

.
Au fil des ans le monastère augmente ses possessions le plus souvent par les dons que lui font les novices qui viennent prendre l'habit, ainsi le seigneur Mainard de Bannans, en venant présenter son fils Ponce pour qu'il soit moine, donne des propriétés à Sainte-Colombe et la servitude d'un serf nommé Pierre et de sa femme Emmod tous deux résidant à Chaffois ; il déclare également qu'il prendra lui aussi l'habit en réparation de ses fautes et à titre personnel donne sa terre de Saint-Marcel, près de Bannans ainsi qu'un champ à côté de l'église. À ces donations s'ajoutent celles héritées d'une coutume qui veut qu'un noble sans postérité transmette ses biens à l'église, c'est pourquoi Pierre de Scey, qui décédait jeune, donne au monastère un « meix » (habitation d’un cultivateur, jointe à autant de terre qu’il en faut pour l’occuper et le nourrir) à Bannans dit le « meix » Thierry avec les serfs qui le compose à savoir le père, ses fils et ses filles, à ce don il ajoute des moulins et un pré. En 1405 le « mayeur » (maire) Guillerme se présente au prieur de Romainmôtier, qui est Jean de Seyssel, à la salle d'audience du château de Bannans et lui fait hommage de la « mayorie » et des biens qu'il possède à Bannans consistant en une maison de pierre et ses dépendances, 45 journaux de champs et 40 « soitures » de pré ; il précise également que le premier-né de ses enfants héritera de la « mayorie » de Bannans et l'exploitera à ses frais sans pouvoir faire « bourgeoisie » ni rechercher la « garde » de quelques seigneur, château ou cité sans l'autorisation du prieur. Dix ans plus tard Jean de Seyssel propose une association au duc Jean dans la construction d'un moulin sur le Drugeon sous la condition que le duc oblige les habitants de Bulle, Chaffois et des Granges de venir y moudre leur grain, de son côté les religieux font de même avec leurs sujets de Bannans et de Sainte-Colombe.
Des difficultés interviennent entre le prieur et l'abbé de l'Abbaye de Mont-Sainte-Marie au sujet des limites de leur territoire respectif au lieu-dit « le Morchain » et « le Mont-des-Billes ». Ces limites sont d'importance car elles délimitent le droit de pâturage. En 1257 un accord sera trouvé qui stipule que le point culminant des deux lieux cités devient la délimitation des territoires. C'est ainsi qu'il fut permis aux religieux de Sainte-Marie d'envoyer du bétail sur le territoire de Vaux à l'est du chemin qui va de l'abbaye à La Rivière.
En 1049 Hugues Ier de Salins, archevêque de Besançon, accompagne le pape Léon IX dans sa visite au monastère ; une telle visite ne passe pas inaperçue aussi l'évêque de Genève Frédéric donne son alleu qu'il possède à Bulle accompagné des serfs qui l'exploitent. En 1108 c'est Landry, sire de Joux et d'Usie, qui donne la terre de Warin, son ancêtre, et celle de Chaffois.
Le monastère va petit à petit investir la vallée-de-Tlen au cours du XIIe siècle. Il va réaliser des défrichements importants aidé pour cela de colons et pose les premières pierre de ce qui deviendra le village de Vaux et son prieuré. Pour se protéger des convoitises des seigneurs voisins le monastère se plaçait sous la protection de l'impératrice de Bourgogne Béatrice Ire en 1181.

### Convoitise des voisins

#### Les spoliations de Salins et Joux
En 1040 Gaucher Ier de Salins usurpe l'avouerie de Romainmôtier à Bannans et Bretzendans (Sainte-Colombe). Quelques années plus tard, en 1083, le comte Raymond de Bourgogne fait publier une charte engageant Gaucher II à abandonner ses prétentions sur les terres de Saint-Pierre, de Romainmôtier et sur les serfs de la Chaux-d'Arlier. Le seigneur de Salins doit convenir de ses fautes en 1084 et en signe de contrition il donne au monastère une chaudière de sel de la saline de sa ville. En même temps que les seigneurs de Salins d'autres malmènent Romainmôtier. Il s'agit des sires de Joux et plus particulièrement d'Amaury de Joux, qui se qualifie de « seigneur des passages du Jura », deux plaintes contre lui sont rédigées et précisent : « Il nous a enlevé un cheval du prix de quatre marcs d'argent, un bœuf et trois vaches d'une valeur de 60 livres ; il s'est emparé de tous nos hommes pour les donner en fief à ses chevaliers, à l'exception de ceux qui ont pu prendre la fuite », cet acte dresse aussi la liste des villages où il a sévi, à Bannans mais aussi à Sainte-Colombe, à Chaffois et à Bulle, et décrit qu'à chaque fois « il s'était emparé de plusieurs sommes d'argent, de bœufs, de vaches, de chevaux, de porcs et d'une certaine quantité de mesure de blé » ; l'autre acte stipule : « qu'il avait enlevé : à Bannens, 31 pièces de gros bétail, 4 chevaux et 7 porcs; à Sainte-Colombe, 7 livres 8 sols en argent, 16 pièces de gros bétail, 2 muids d'orge, etc. Une pauvre femme ainsi dépouillée tomba à ses pieds implorant sa pitié, mais il la repoussa brutalement du poing. Saisi cependant d'une sorte de remords (in se tamen reversus), il dit à cette misérable veuve (mulierculœ viduae) de lui donner 3 sols, et qu'il lui rendrait son butin. Elle les chercha, les donna ; mais déjà la compassion avait disparu ; elle perdit et son argent et ses dépouilles ». » Amaury est traduit devant le tribunal de Besançon où siègent l'archevêque Hugues IV et le comte Guillaume le Grand. Le sire de Joux se prévaut de la coutume qui veut que « les hommes de Bannans et de Ste-Colombe doivent contribuer par des corvées aux réparations et à l'entretien de la Cluse, quand elle en a besoin, ou payer, en équivalent, une certaine somme, comme ils avaient coutume de le faire au temps de mes prédécesseurs, Nardwin, Warin et Aldric. Ces hommes doivent, se joindre à moi et à mes chevaliers, lorsque l'on est à la poursuite des voleurs relégués dans ces villages et quand je faits la guerre à mes ennemis. Ne sont-ils pas obligés d'enlever les bois qui obstruent les passages, les chemins ? », malgré cela il est condamné à 10 livres et doit reconnaitre devant tous sa faute. Les spoliations continuent quand même bien que le prieur de Romainmôtier s'en plaigne à chaque fois au comte de Bourgogne et désigne toujours les deux mêmes seigneurs comme fautifs à savoir les sires de Salins et de Joux. Afin d'essayer d'y mettre un terme un accord intervient en 1289 entre Aimon II, prieur de Romainmôtier, et Jean Ier de Chalon-Arlay, ce dernier cédant ses propriétés dans le val de Vaux en échange de La Rivière et de Dompierre. Par cet acte le territoire de Vaux et Chantegrue est délimité au nord, à l'ouest et au sud, et comprend une forêt dépendante de la seigneurie de Nozeroy, l'acte rédigé stipule : « le territoire s'étendoit dès ledit Vaux à la fontaine Baudry, et dès ladite fontaine à une autre nommée le Taremberg, étant un peu plus avant de vers vent que la fontaine des Auges, au milieu d'une petite colline ; et dès ladite fontaine à un lieu appelé le Suposeur, qui est une fontaine entre deux rochers traversant un grand chemin ; et dès ledit Suposeur, à la Vye tirant dès ledit Vaux et Chantegrue à Mouthe ».

#### Les méfaits des Grandson
Lors de la visite du pape Léon IX au monastère en 1049, sous la conduite d'Hugues, pour y confirmer son « antique autorité » et avec dans sa suite Halinard, archevêque de Lyon, Hugues Ier de Salins, métropolitain de Besançon et Frédéric, évêque de Genève ; se présente Adalbert II de Grandson, primat du château de Grandson, responsable d'un grand nombre de méfaits contre le monastère et ses dépendances. Sans désigner nommément le malfaisant le pape, dans son oraison, confirme son autorité sur le lieu, excommunie ses envahisseurs et déprédateurs potentiels et en profite pour fixer les limites du territoire du monastère, à savoir « à l'orient le rocher qui est à la descente du bourg d'Orbe (in descensu vici urbensis) ; au midi le pont qui est appelé « papuli » (Pompaples), sur le ruisseau du Nozon (super noisonem fluviolum) ; à l'occident la fontaine voisine du petit village (villula) de Moêrier (Moiriacus); au nord enfin le pont des Clées, sur l'Orbe (pons Cletensis super fiuvium qui dicitur Urba) ». À la suite de cette déclaration les sires de Grandson ne se manifestèrent plus jusqu'au XIIe siècle ou Philippe de Grandson et ses fils Falco, Cono et waulcher recommencèrent à lever des prétentions sur les terres du monastère mais aussi à se livrer à des actes de violences. Le prieur Lambert se tourne alors vers les primats du pays qui réunirent à Orbe un conseil qui condamna les Grandson. Déjà à l'époque ou l'office de comte de Vaud avait été retiré à Lambert, Ebald Ier de Grandson, fondateur de l'abbaye de sainte Marie-Madeleine du Lac, dite abbaye du Lac-de-Joux, causait de grands torts au prieuré ce qui avait poussé le prieur à recourir à l'arbitrage de Henri IV, afin que celui-ci confirme les dons qu'avait fait Rodolphe III de Bourgogne, et à demander l'intervention de Gérold de Faucigny en sa qualité d'évêque de Lausanne, d'Amédée III comte de Savoie et d'Aymon Ier comte de Genève pour faire appliquer la sentence suivante : « Attendu que Romainmôtier est sous notre protection, nous t'ordonnons par la fidélité que tu nous dois, de défendre en tout ce monastère contre Ebal, qui veut le débouter de ses possessions antiques, et mépriser le jugement prononcé par toi et autres hommes prudens, dans la cour de l'Évêque de Lausanne ».

### La Réforme
Le XVIe siècle voyait le monastère péricliter du fait de la Réforme protestante que les seigneurs de Berne apportèrent dans le pays de Vaud par la force. En 1536 le prieuré est détruit, son dernier abbé Rilda décède en 1537, et ses biens situés en Suisse réunis au domaine de la république de Berne. Quelques moines du monastère se convertirent à la nouvelle religion alors que les autres se retiraient dans leur maison prieurale à Vaux, de leurs anciennes possessions il ne restait que Vaux, Chantegrue, Bannans, Sainte-Colombe, des droits sur les salines de Salins et le prieuré de Damvauthier. En 1580 Pierre de Larbamey est pourvu du titre de seigneur et de prieur de ces localités et s'occupe de faire reconnaitre ses droits auprès du parlement de Dole dès 1581 afin de contrecarrer les prétentions des Suisses. Afin de renforcer les domaines du prieuré de Damvauthier au bord du Lac de Saint-Point le prieur fait l'échange de la seigneurie de Bannans contre les terres des Grangettes et de Saint-Point en 1584.

### L'abbatiale

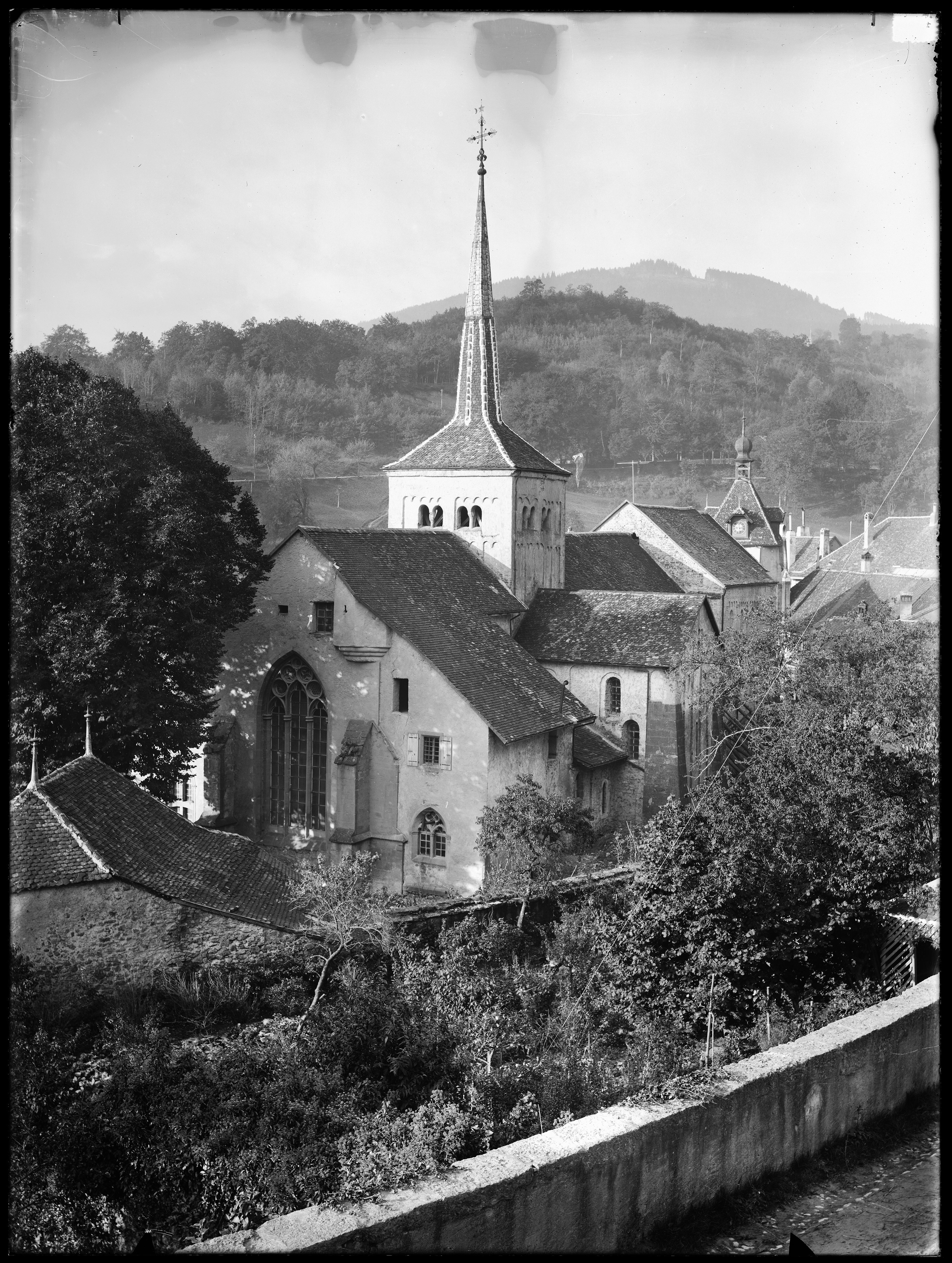
CH-Vue d’ensemble de l’église, photographie par Albert Naef, vers 1904 (Archives cantonales vaudoises)
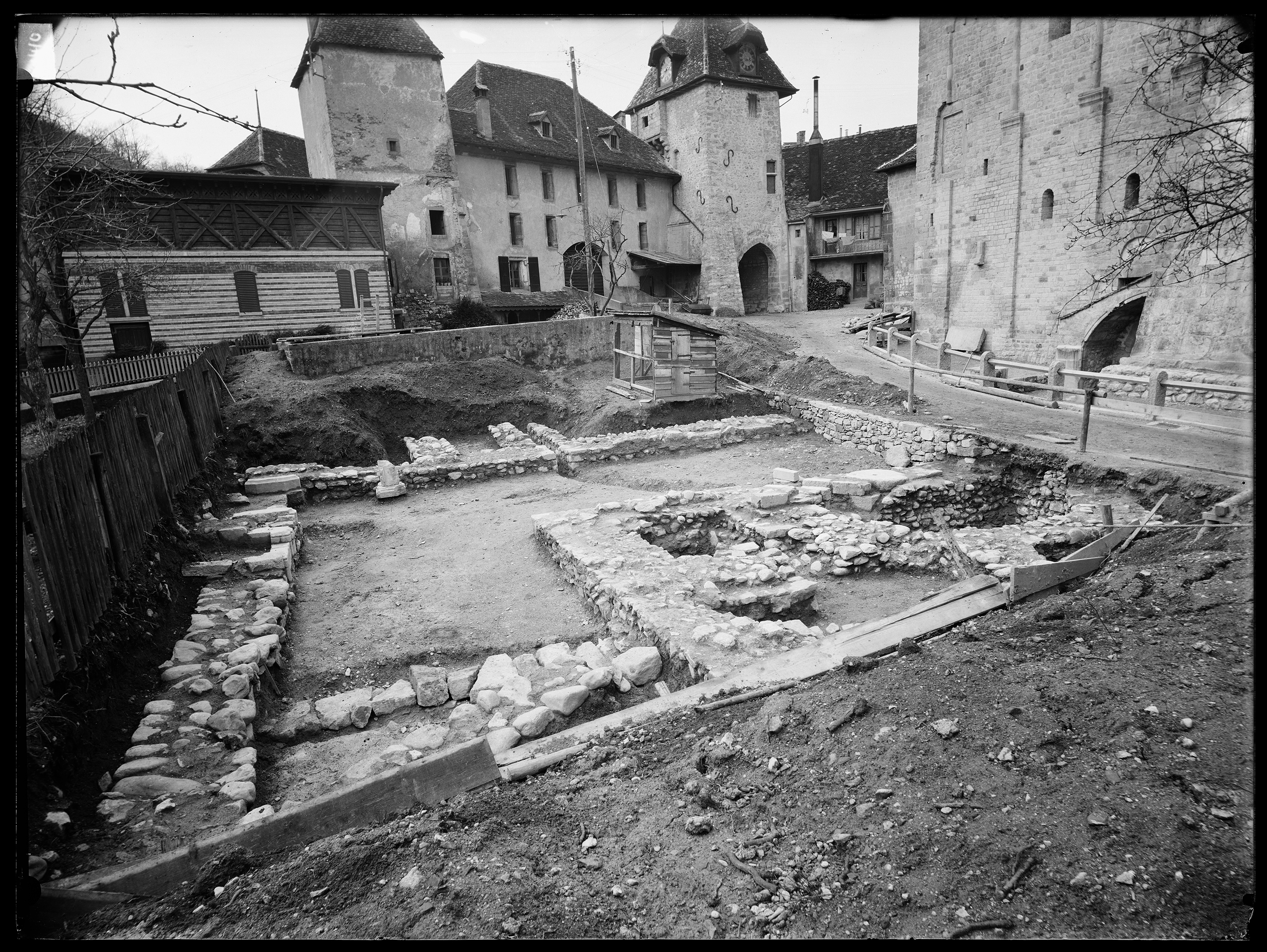
Fouilles du cloître et tour de l'horloge, photographie par Albert Naef, vers 1913 (Archives cantonales vaudoises).
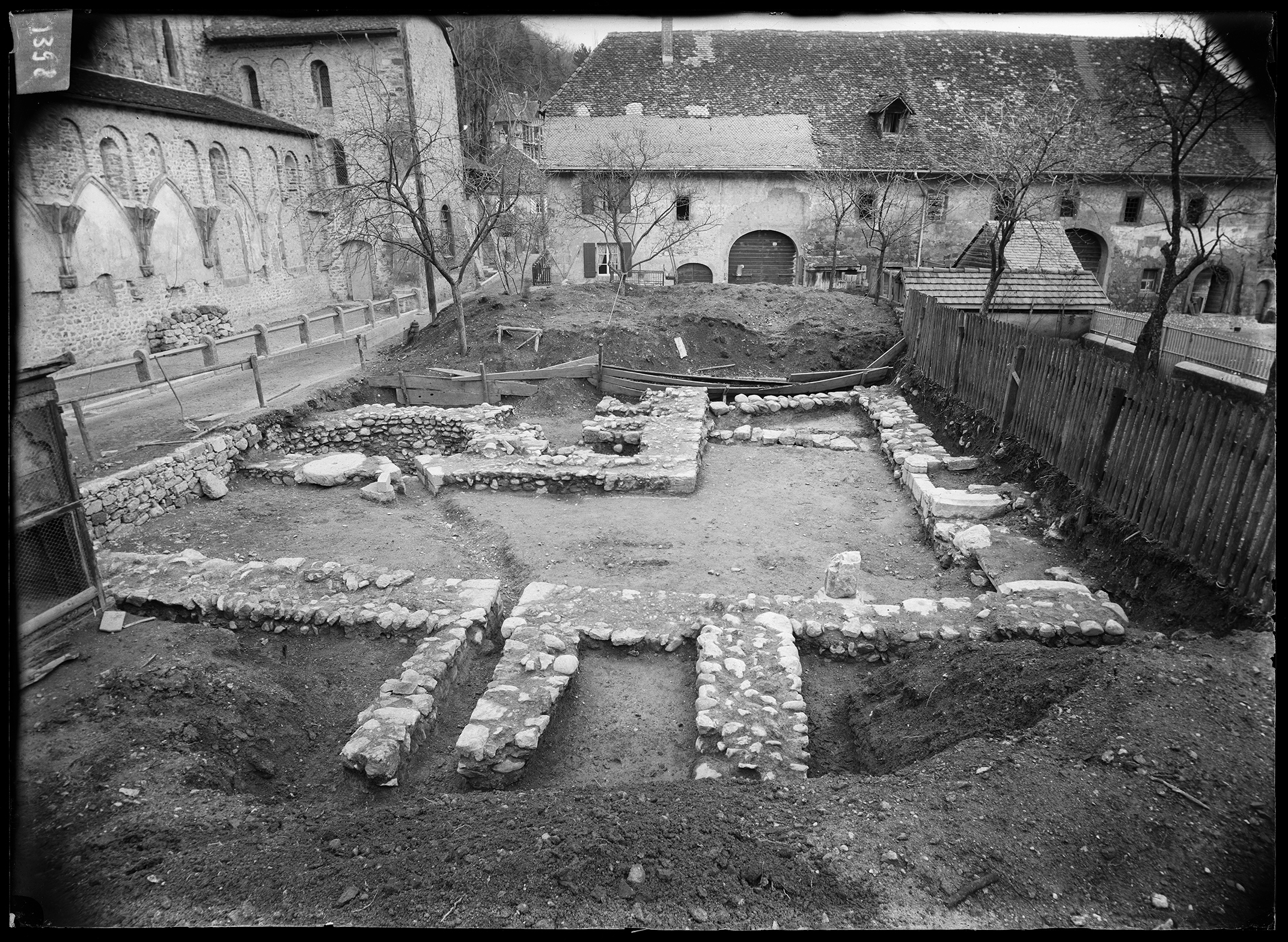
Fouilles du cloître, photographie par Albert Naef, vers 1913 (Archives cantonales vaudoises).

Le monastère : il n'est pas occupé par un grand nombre de moines, en 1395 ils sont dix-huit et en 1435 onze, en majorité d'origine noble. En plus des offices divins dans l'église les prêtres doivent chaque jour trois messes pour les fondateurs, les bienfaiteurs (de Cluny) et ses serviteurs à cela s'ajoute encore les messes dite pour les seigneurs du lieu.
Les hosties : elles sont fabriquées avant le dîner. Le froment est trié grain à grain puis lavé et mis dans un sac consacré à cet usage exclusif. Un frère méritant le porte au moulin dont les meules ont été lavées. Il revêt une aube munie d'un capuchon qui lui couvre entièrement la tête sauf les yeux avant de moudre le blé. Deux prêtres et deux diacres, vêtus de même, pétrissent la pâte avec de l'eau froide et formaient les hosties. Un novice tient les fers gravés où elles seront cuites, pendant tout le travail des psaumes sont chantés.
Les novices : ils sont pris très jeune comme en témoigne un acte du XIe siècle qui parle d'un « enfant moine » (puer monachus) ainsi que le titre du maître des novices nommé « maître des enfants » (magister puerorum) et les novices appelés « de petit moines en formation » ou encore « dans le moule ». Leur formation ne se déroule pas uniquement dans le couvent mais aussi à l'extérieur dans des « écoles ».

#### Fonctionnement du prieuré
- Le Doyen, doit avoir un serviteur et un cheval, pour chevaucher, aux frais du Seigneur, et remplir son mandat partout où il voudra l'envoyer.
- Le Camérier, ou Chambellan, doit fournir les vêtements claustraux aux religieux. Mais aux novices qui n'ont pas encore célébré (la messe) seulement 48 sols. Les moines revêtus de quelque office sont exceptés aussi bien que les bénéficiers des Prieurés de Bevex ou de Corcelles s'il en est dans le Couvent. Mais les novices qui sont dans les écoles hors du Monastère, ne sont point privés de cette distribution.
- Le Grand Cellérier doit pourvoir le Couvent de fromages, d'œufs, d'amandes, et de certaines autres victuailles.
- Le Sacristain, a les clefs de l'Église et la garde des choses sacrées. Il doit soigner, tous les vases, vêtements, et livres de l'Église ; conserver reliques et reliquaires ; acheter les cierges et autres choses nécessaires à l'office divin ; allumer selon la coutume et nourrir d'huile les lampes de l'Église, de la Chapelle Sainte-Marie et du dortoir: celle-ci devait briller toute la nuit ; nettoyer les aubes, nappes, mantilles, corporals ; avoir soin des capes, chasubles, tuniques, étoles, conserver les livres du chœur et relier les missels ; fournir, en hiver, à chaque religieux une chandelle suffisante pour la journée, c'est-à-dire de quinze à la livre; mais une chandelle suffit à deux religieux pour les repas.
- Au Cuisinier on doit chaque dimanche, lundi, mardi et jeudi, une chandelle avec laquelle on délivre les viandes sur le buffet et le reste demeure au Cuisinier. Au solliard chaque jour une chandelle. Pour boire la collation, dans le Couvent, deux chandelles par jour.
- Le Sacristain doit encore au Seigneur 200 livres de suif et 50 livres de cire pour son luminaire et il supporte diverses autres charges.
- L'Infirmier donne, lui-même, ou par son domestique, les soins nécessaires aux malades, dans l'infirmerie et fait venir le médecin aux frais du Seigneur, qui doit toujours avoir un cheval dans ce but.
- Le Chantre, doit faire relier les livres du chœur, disposer les offices des solennités, entonner et conduire le chant, etc.
- Le Maître des Novices, doit instruire ceux qui résident à Romainmotier, tant en musique qu'en grammaire.
- II y avait aussi un office de la Pitance, soit de l'entretien du Couvent.
- Et enfin l'Aumosnier qui était tenu de donner chaque jour, après le diner, à la porte du Prieuré au son de la cloche, une demi-miche, au plus, de pain de ménage à chaque pauvre.

#### Obligations entre le prieur et le couvent en 1512
- Le Seigneur de Romainmôtier, est tenu de maintenir à ses dépens tous les édiffices du Prioré : et aussi de faire venir l'eau au bacchan accoustumé, en la place devant le Couvent.
- Le mobilier de l'Église est à sa charge : Soit livres, vaisseaux, ustensiles, capes et autres vêtements nécessaires et doit faire chaque année 4 aubes, neuves, et le Sacristain 2 et l'Infirmier aussi 2.
- Il doit fournir le vin pour les messes, pour laver les autels le jeudi saint et ailleurs, et pour sacrifier, mais non le vinage des reliques.
- Il doit pourvoir la cuisine du Couvent, des ustensiles nécessaires comme pots de cuivre, ou de métal, chaudières et chauderons, poêles pendantes et à frire, de grelle, escumoire, couvercles, landriers, broche, pelle, seilles et autres vaisseaux de bois pour porter l'eau et faire les saulces, et autres choses nécessaires ; excepté les lèchefrites et les étamines qui sont à la charge du Cuisinier et de vaisselle d'étain : assavoir 12 trenchoirs 12 escuelles à oreilles , 12 grands plats souppiers, etc.
- Le Seigneur doit fournir au Cuisinier les légumes, c'est-à-dire les pois et lentilles, que l'on mange à l'avent et en carême, et aussi les mercredis, vendredis et samedis; principalement quand on jeûne, et qu'on ne trouve raves ni choux.
- Le Seigneur doit faire cultiver dans le jardin du Couvent, des choux, des oignons, des aulx, des pourreaux, des laietues, de la sauge, du persil et autres courtillages, ou en faire provision suffisante d'ailleurs.
- Il doit fournir le sel, pour assaisonnement et pour saler les viandes ; et de plus tout le vin, le verjus (verjutum) et le vinaigre pour les saulces, et toute la moustarde pour apprêter les viandes et cuisiner le poisson, même pour faire la gêlée aux jours gras, assavoir à lavent et en la septuagésime ; et il doit fournir alors au Cuisinier douze poules.
- Le Seigneur doit le bois pour la cuisine ; et aussi pour chauffer la chambre commune du Couvent, dès la Toussaint au jour de Pâques exclusivement.
- Le Seigneur doit tenir un bouteiller ou échanson, portant les clefs du cellier, et assermenté, pour gouverner duement le vin et le pain.
- On doit par jour à chaque religieux deux miches à dîner, une de pain blanc et une de ménage, et autant à souper. Et est temps qu'on jeûne, deux miches blanches et une de pain de ménage par jour.
- Et à chaque mercier qui desployera sa mercerie devant le Couvent, on doit sa prébende de pain et de vin; et à chaque verrier comme sus est dict; et aussi à chaque poissonnier qui portera et mettra en vente son poisson au-dessous du Prieuré, et au boucher qui tue pour le Couvent, bœuf, vache, ou pourceau ; mais il n'aura pas double prébende s'il tue 2 ou 3 pourceaux dans un jour, an cousturier lorsque le sacristain fait réparer les vetemens de l'Église, et au relieur quand le chantre l'emploie.
- Un moine indisposé était conduit à la chambre des malades, et, outre sa prébende ordinaire, il devait encore recevoir une miche blanche ; et s'il s'était fait saigner, il avait droit à un troisième mirai de vin. Cependant le physicien (médecin) ou chirurgien qui l'avait visité, avait droit à une prébende, non moins que le serviteur d'icelui.
- Si un religieux absent par congé du Sous Prieur était de retour avant minuit, on lui devait le souper; et, sur ce fait, on devait croire le Portier ou le Cuisinier en la maison duquel il devait passer la nuit.

### Fin du monastère
Lors de l'annexion du pays de Vaud par Berne en 1536 et la diffusion de la Réforme qui s'ensuit, les moines quittent l'abbaye. Le cloître et de nombreux bâtiments du monastère sont alors détruits et les autres affectés à de nouvelles tâches. Il en reste quelques vestiges, comme la porterie. Lors de l'indépendance du canton de Vaud en 1803, celui-ci devient propriétaire des bâtiments laissés en partie à l'abandon. Il faut attendre le début du XXe siècle pour qu'Albert Naef, archéologue cantonal, fasse procéder à une première restauration.
L'église est aujourd'hui utilisée pour le culte protestant. Elle est classée comme bien culturel suisse d'importance nationale.

## Prieurs

Armes du monastère

## Architecture, peinture et sculpture

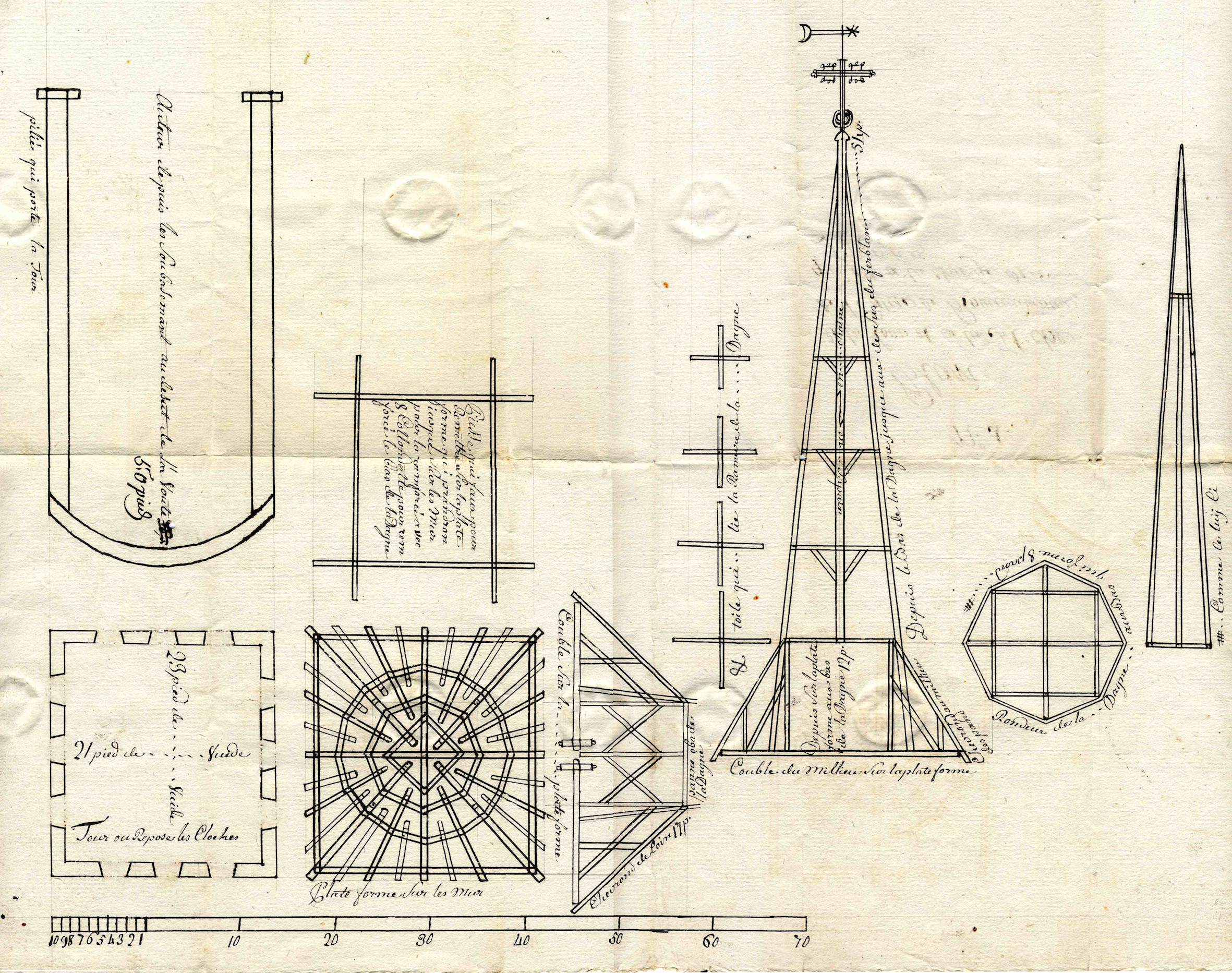
Devis pour la réparation de la charpente du clocher de Romainmôtier, 1787 (Archives communales de Romainmôtier). La charpente a été datée de 1526-1527 par dendrochronologie, chantier pendant lequel elle a dû recevoir sa croix en ferronnerie.

Le monastère est confié à celui de Cluny dans le dernier quart du Xe siècle. En 999, un jumelage entre les deux monastères est institué, avec un abbé commun : Odilon de Mercoeur. Ce jumelage perdure jusqu'à sa mort (1049), après quoi Romainmôtier devient un prieuré de l'ecclesia cluniacensis. Porté par l'essor de la grande et prestigieuse abbaye de Cluny, le chantier de l'église abbatiale de Romainmôtier  - celle que nous connaissons aujourd'hui - démarre avec l'An mil, sur le modèle de la deuxième église de Cluny, ce qui est l'expression architecturale du jumelage susmentionné. Edifié dans le premier tiers du XIe siècle, ce vaste sanctuaire succède à plusieurs édifices antérieurs plus modestes. Une avant-nef sur deux étages, dotée primitivement de deux tours à l'ouest, est construite dans le troisième quart du XIe siècle, puis un cloître au sud. Le site connaît deux graves incendies à la fin du XIIe siècle, qui obligent à d'importants travaux de reconstruction (voûtes de la nef, puis le cloître). Le monastère est progressivement démantelé à partir de la Réforme, mais le site conserve, outre l'église et l'avant-nef, une grande partie de son enceinte monastique et la maison du prieur. L'abbatiale a fait l'objet de deux grandes campagnes de restauration, l'une entre 1899 et 1915, l'autre de 1991 à 2001, qui ont toutes deux été accompagnées de fouilles archéologiques.

### Les monuments funéraires

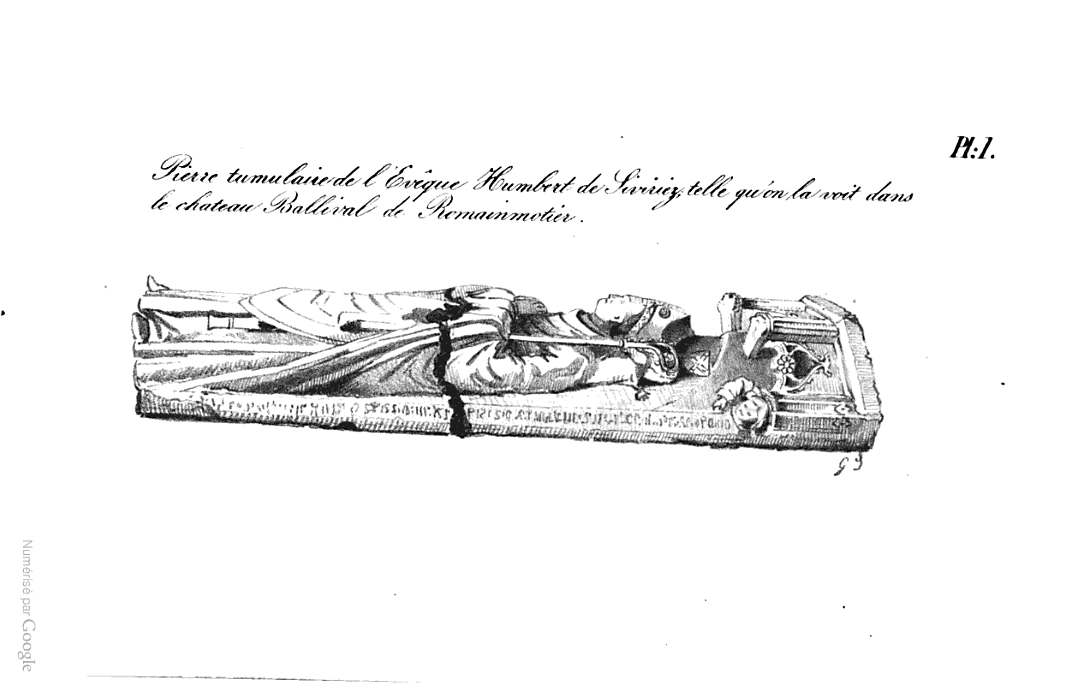
Tombeau du prieur Henri de Sévery

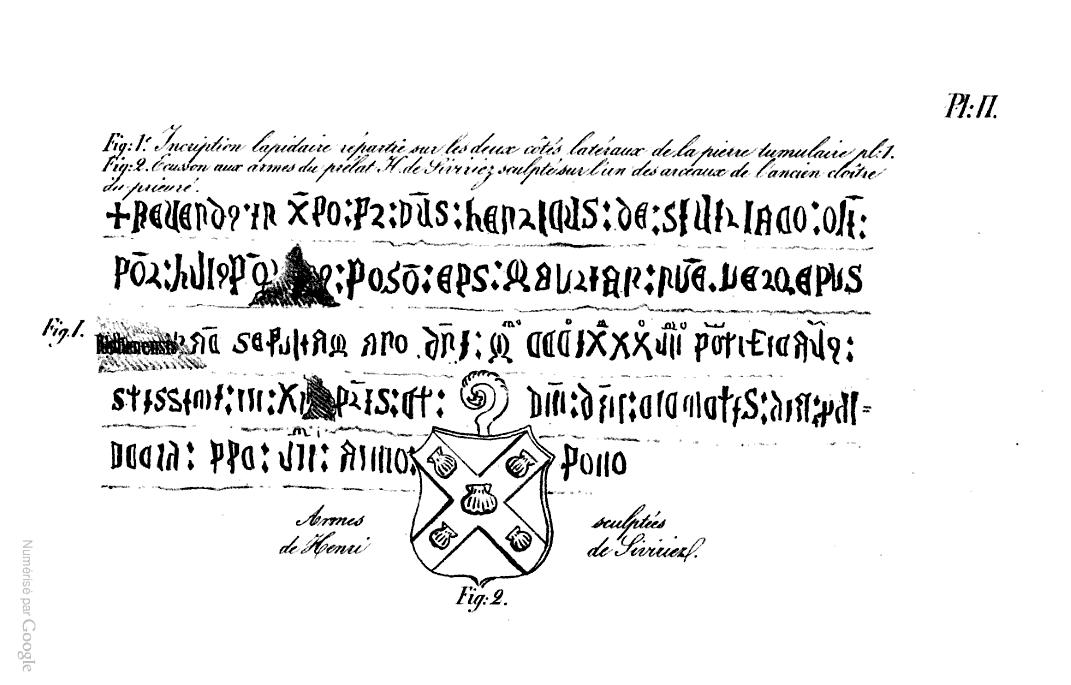
Inscription de la pierre tombale

Au cours du XIXe siècle un mur de jardin dans l'enceinte du prieuré est démoli livrant une pierre sculptée du gisant d'un prélat revêtu de ses ornements. Taillée dans un bloc de marbre blanc l'individu est représenté couché, les mains jointes et gantées, coiffé de la mitre épiscopale et revêtu du manteau et de la chape pontificale. Une crosse ouvragée repose près de lui. La tête est surmontée d'un dais à trois arcades. Sous ce dais, de chaque côté, se trouve un écusson portant « une croix en sautoir chargée de cinq coquilles ». Une inscription est gravée : Reverendus in Christo pater dominus Henricus De Siviriaco, olim Prior hujus Prioratus, post Episcopus Mauriannensis, nunc vero Episcopus Ruthenensis, fecit (sibi) hanc sepulturam, anno Domini MCCCLXXXVII (1387), Pontificatûs sanctissimi in Christo patris et domini domini Clementis, divina Providentia, Papse VII, anno nono (« Révérend père en Christ Henri de Sévery, jadis prieur de ce prieuré, puis évêque de Maurienne, présentement évêque de Rhodez, s'est fait faire cette sépulture en l'année du Seigneur 1387, l'an neuvième du pontificat du très-saint père en Christ Clément VII, pape par la Providence divine »). Après sa découverte, ce gisant a été replacé dans l'église; il se trouve actuellement à son emplacement originel, sous une arcade percée entre l'ancien chœur et la chapelle Saint-Jean-Baptiste qui était celle de la famille de Sévery. De nombreuses pièces sculptées polychromes provenant de la structure de ce monument funéraire et conservées au Musée cantonal d'archéologie et d'histoire ont été retrouvées en fouilles au début du XXe siècle. Les sources permettent d'attribuer sa sculpture à un maître d'œuvre nommé Guillaume de Calesio, auteur également de plusieurs arcades de la galerie septentrionale du cloître.
En face de ce monument, le successeur d'Henri de Sévery, Jean de Seyssel a fait construire un second tombeau vers 1410-1420, entièrement conservé à l'exception de sa statuaire; des fragments de ce monument, œuvre probable de l'atelier genevois du sculpteur Jean Prindale, ont également été retrouvés lors des explorations archéologiques faites au début du XXe siècle.

## Galerie

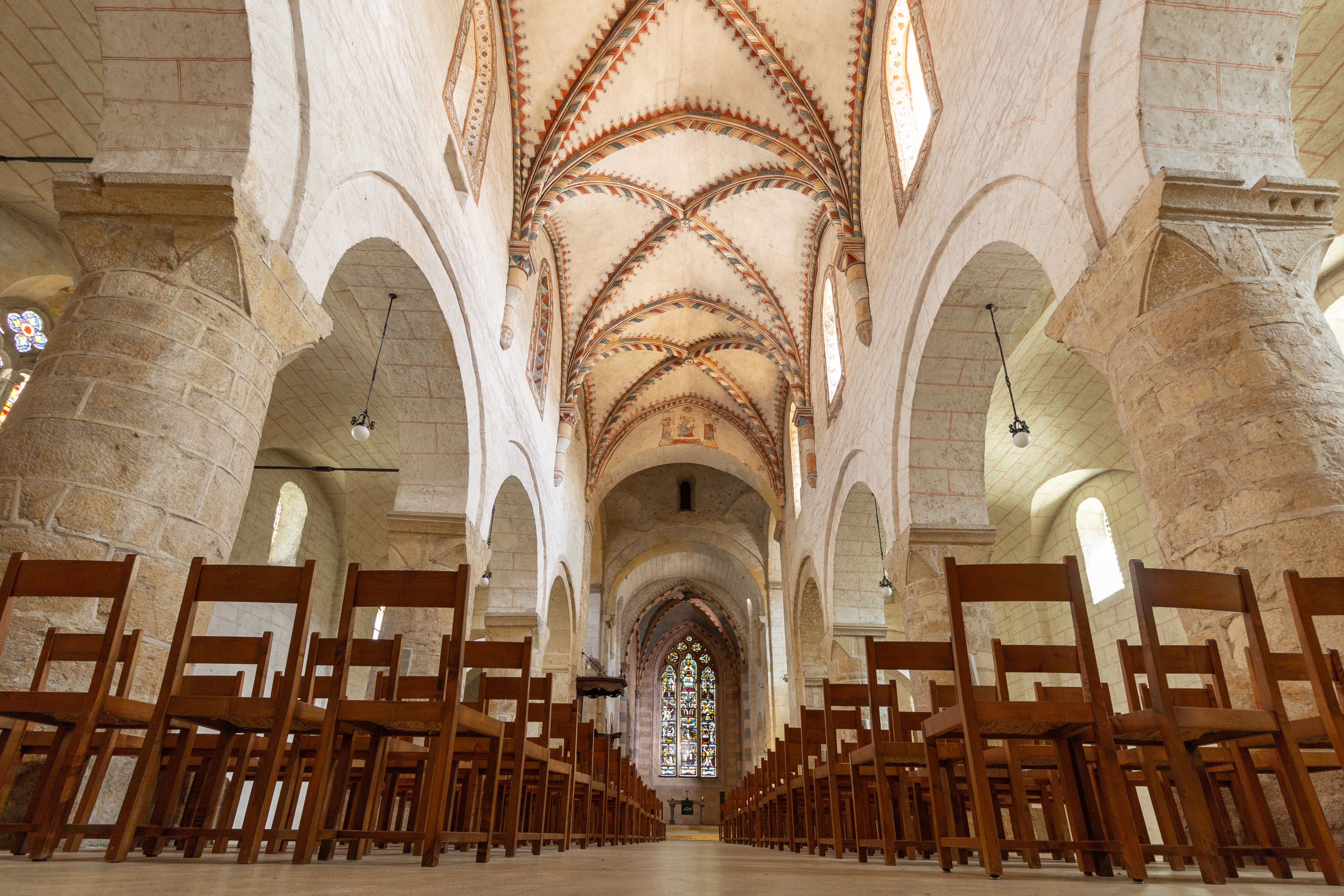
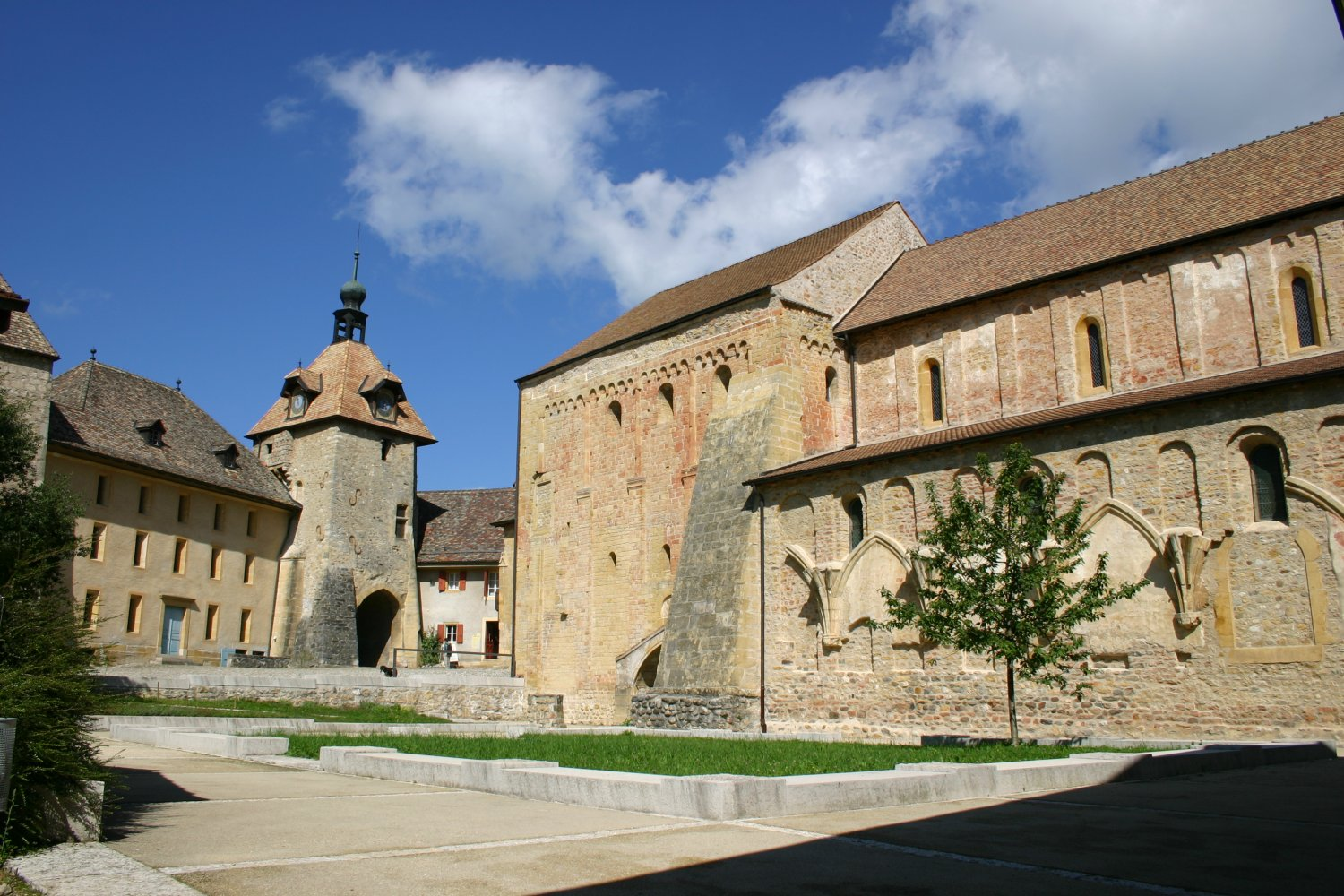
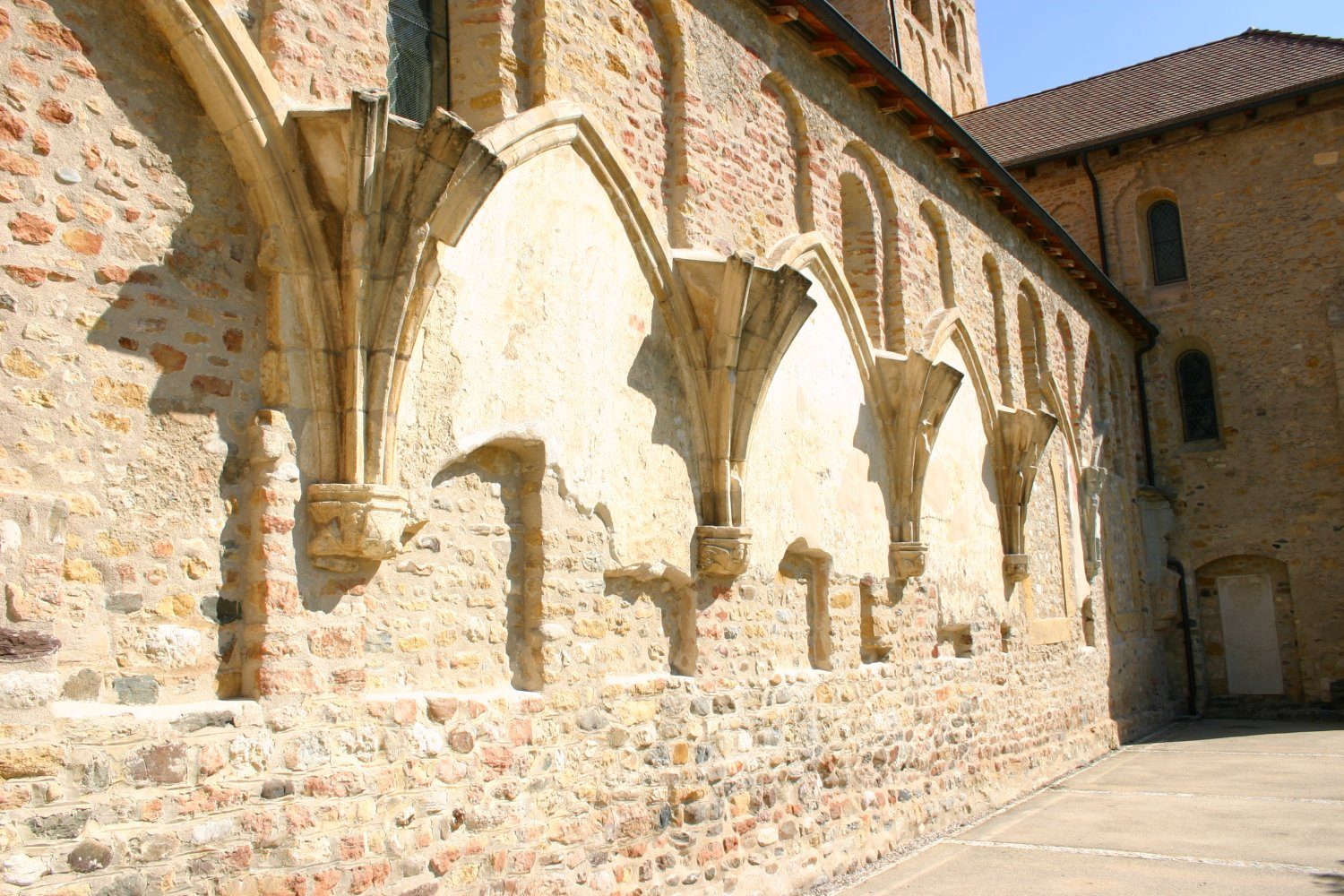
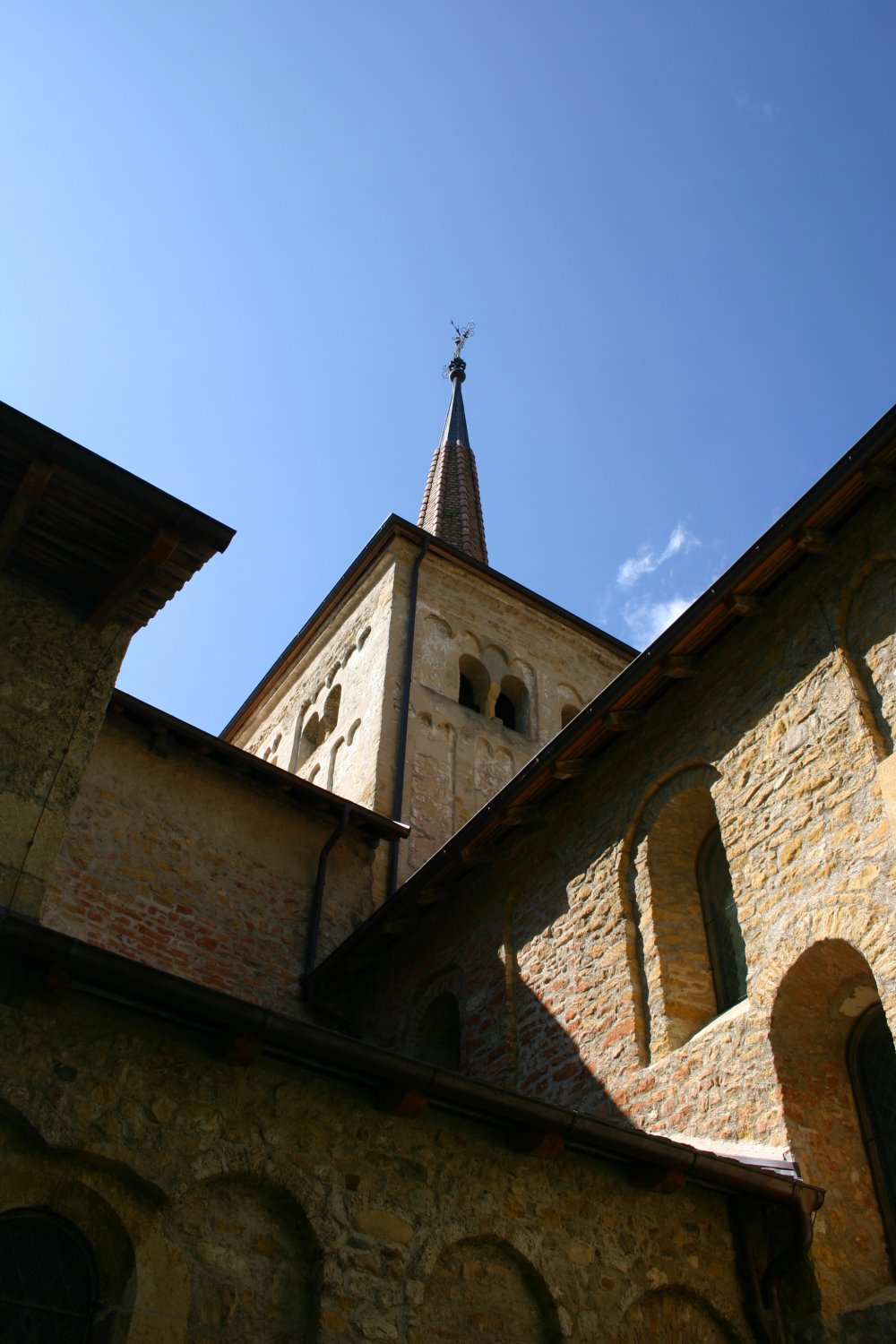
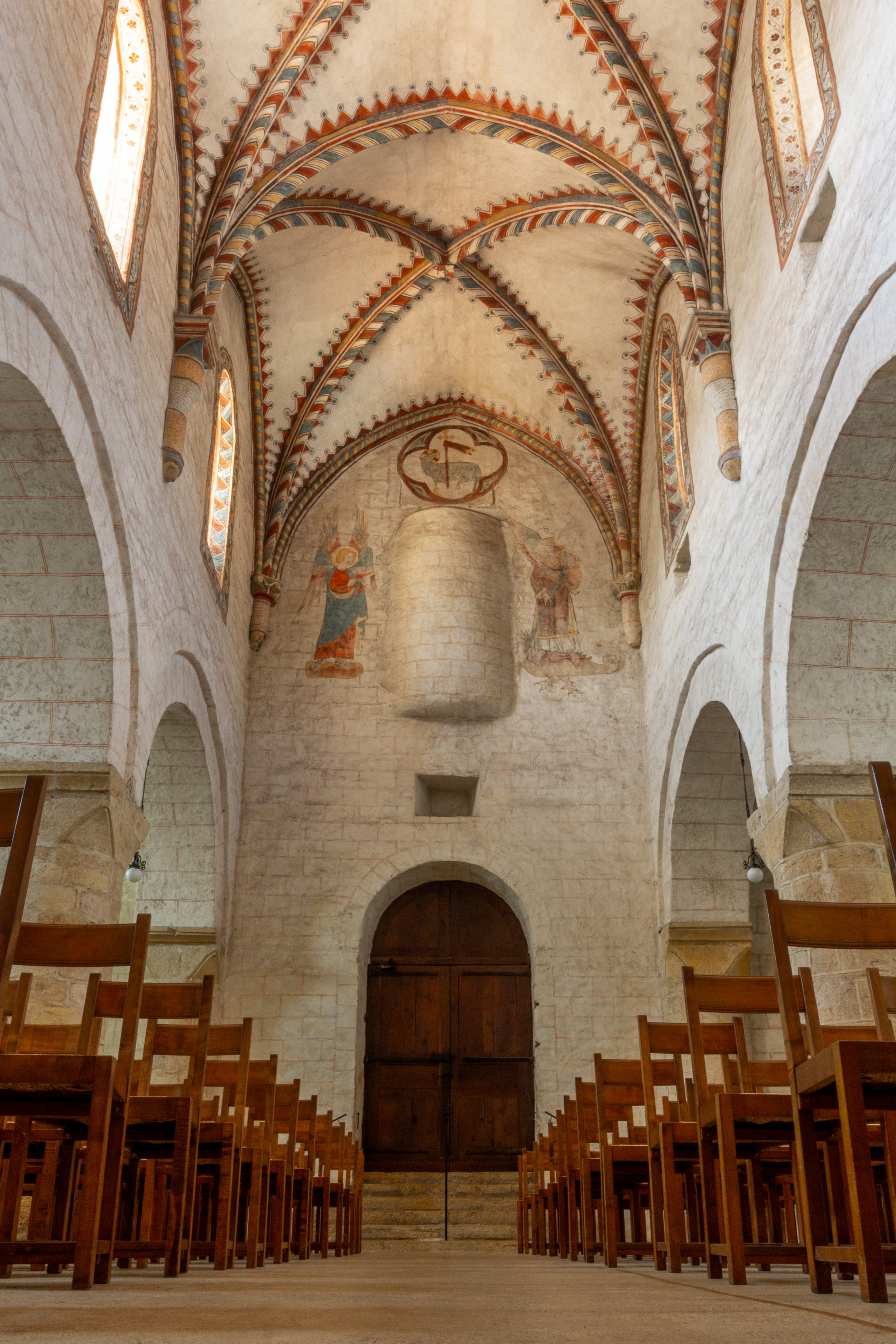
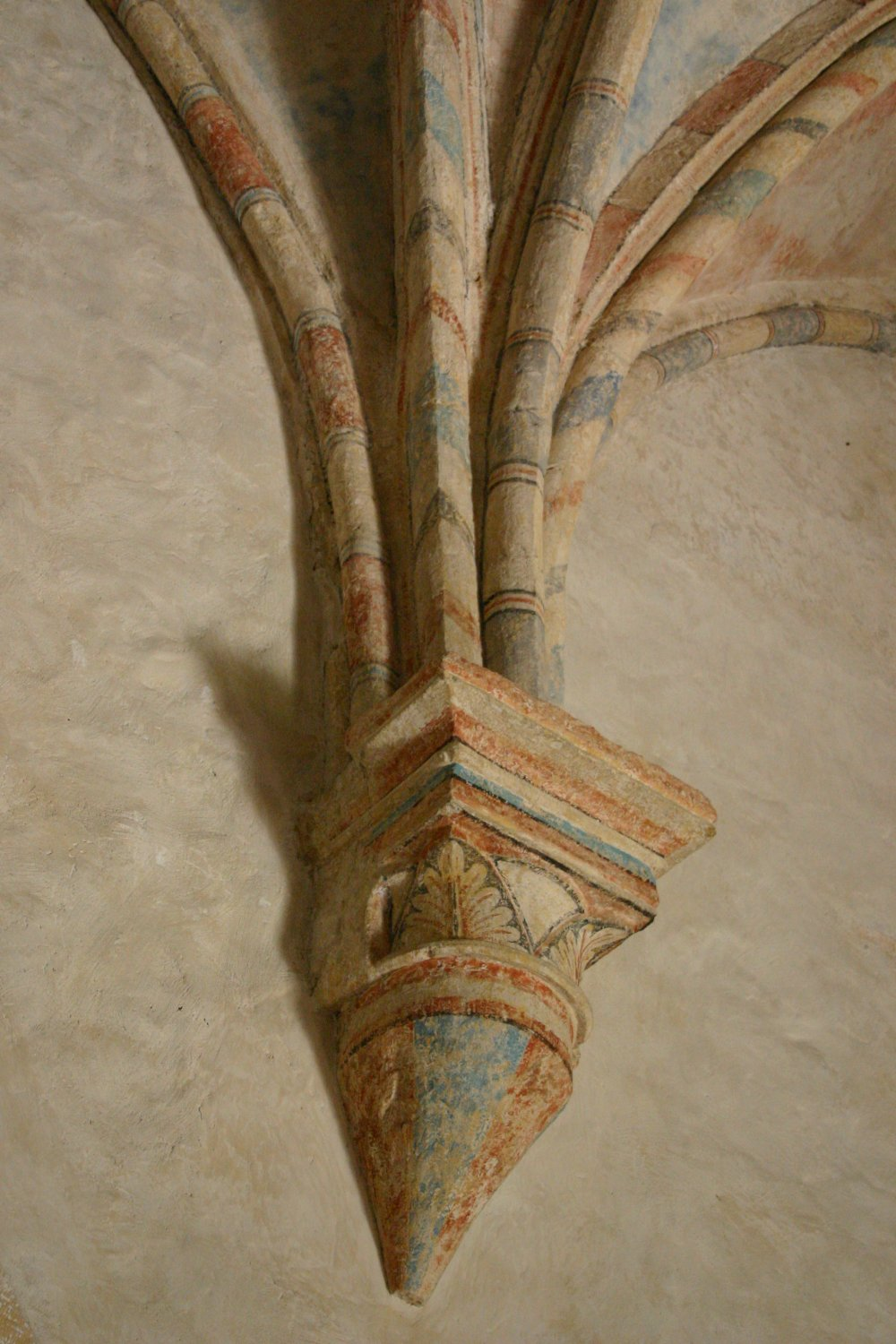

## Les miséricordes

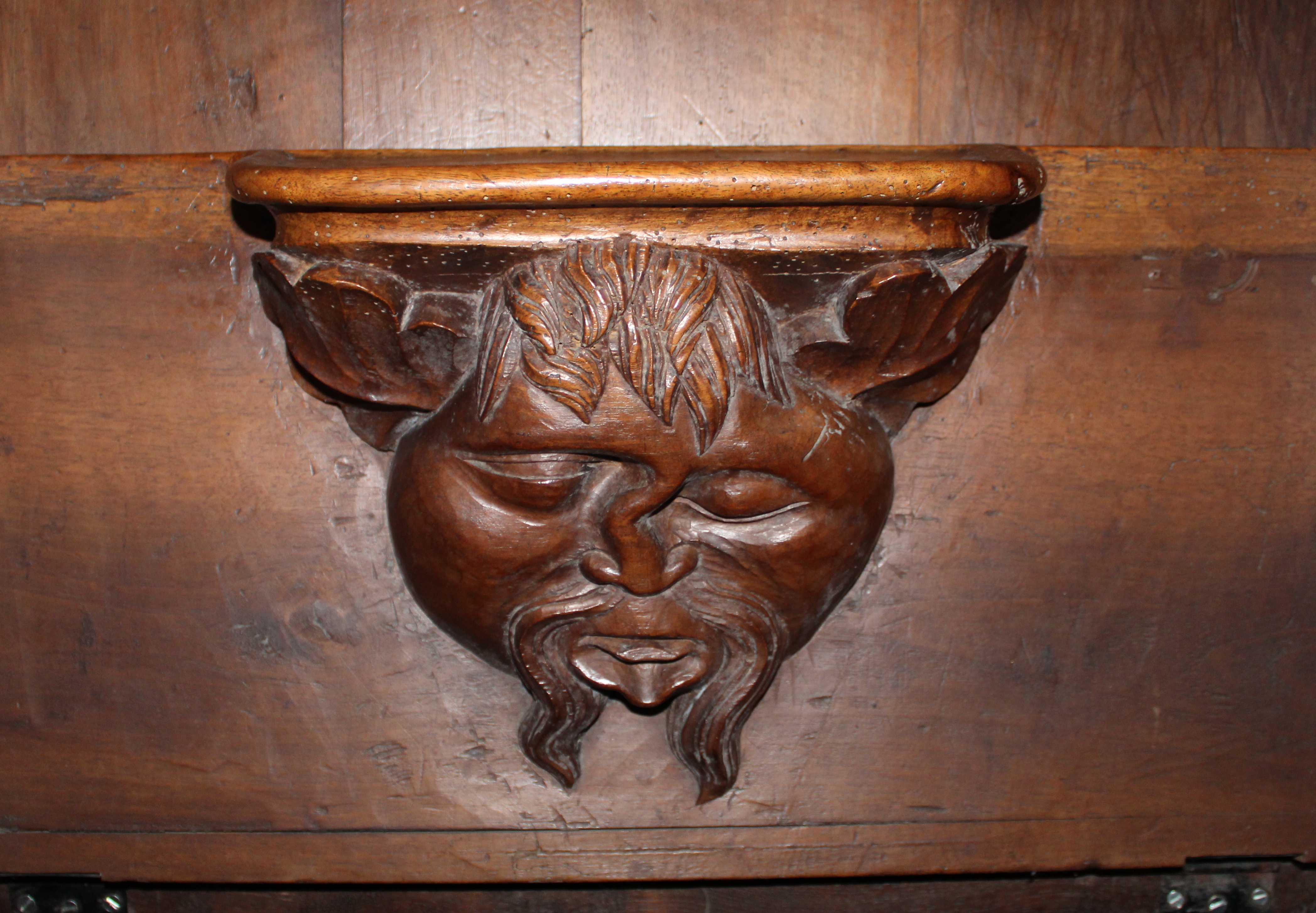
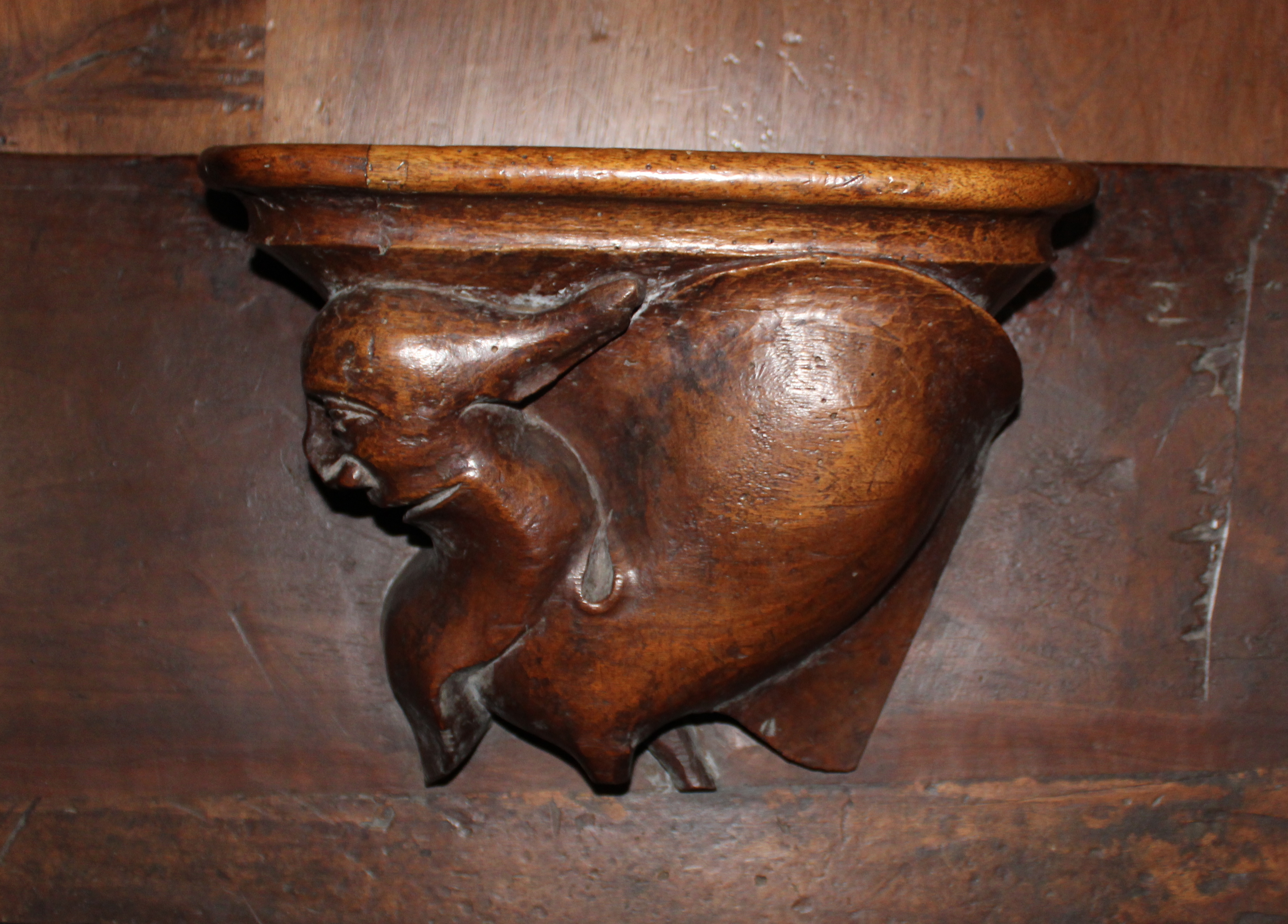
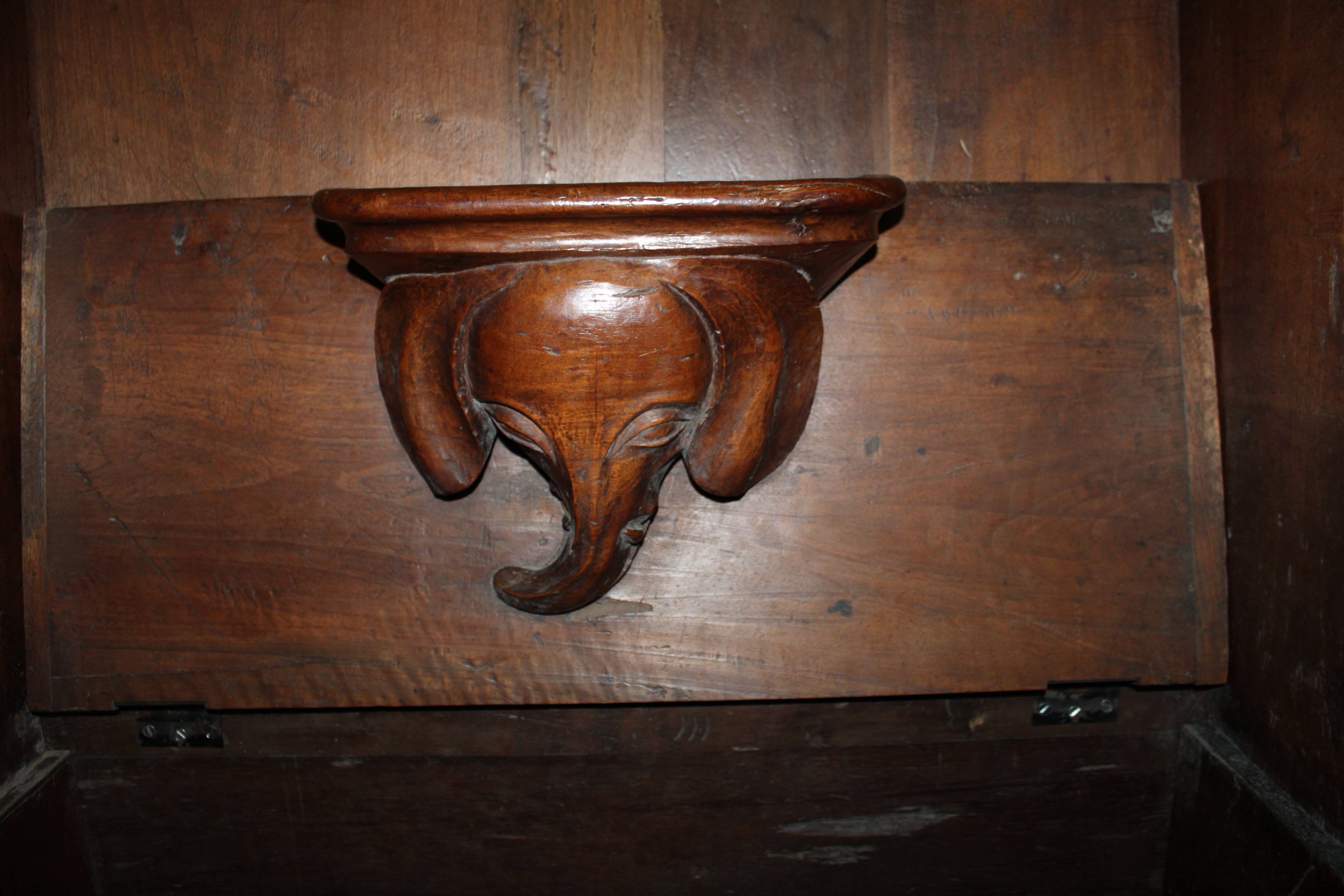
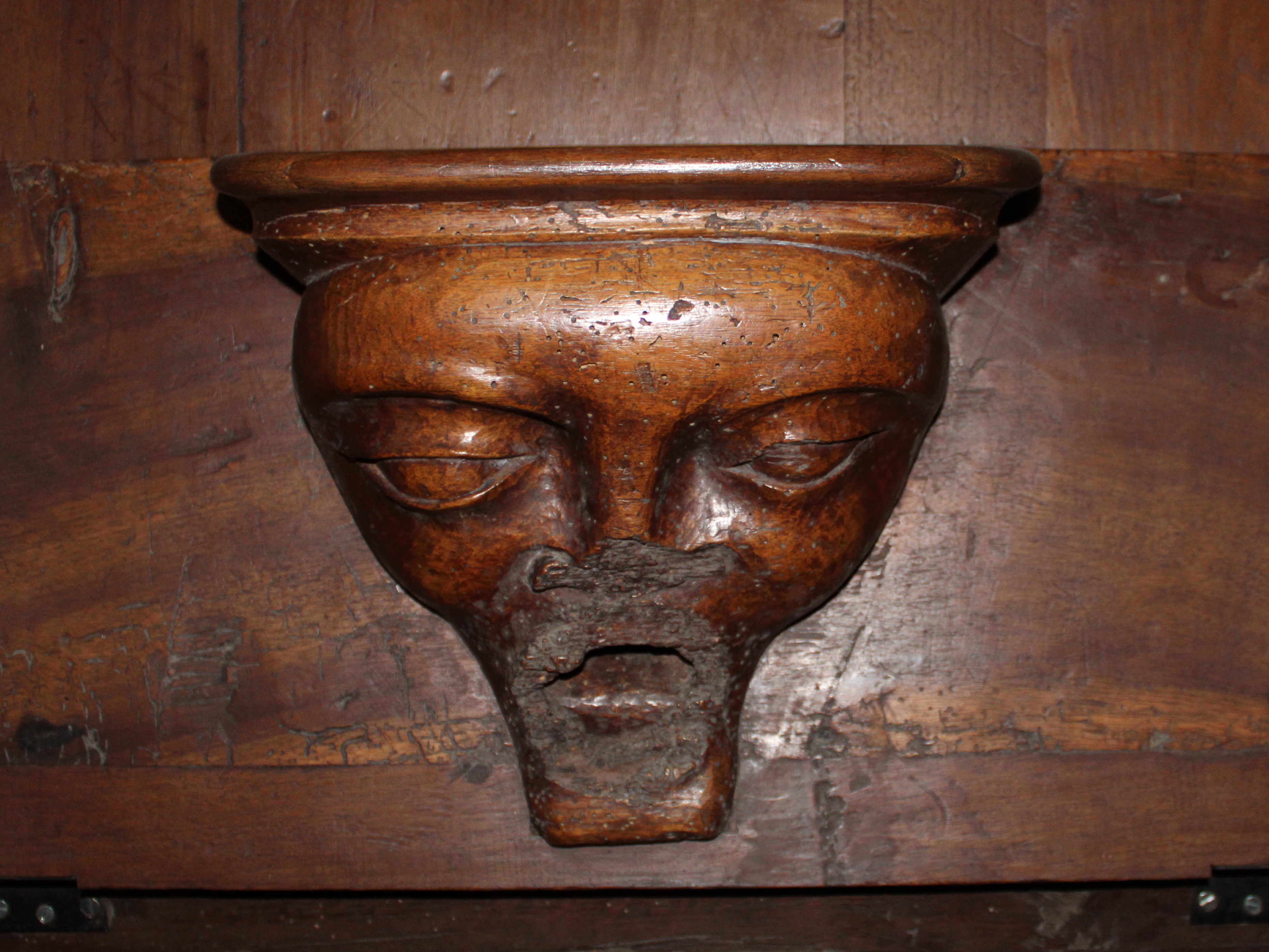
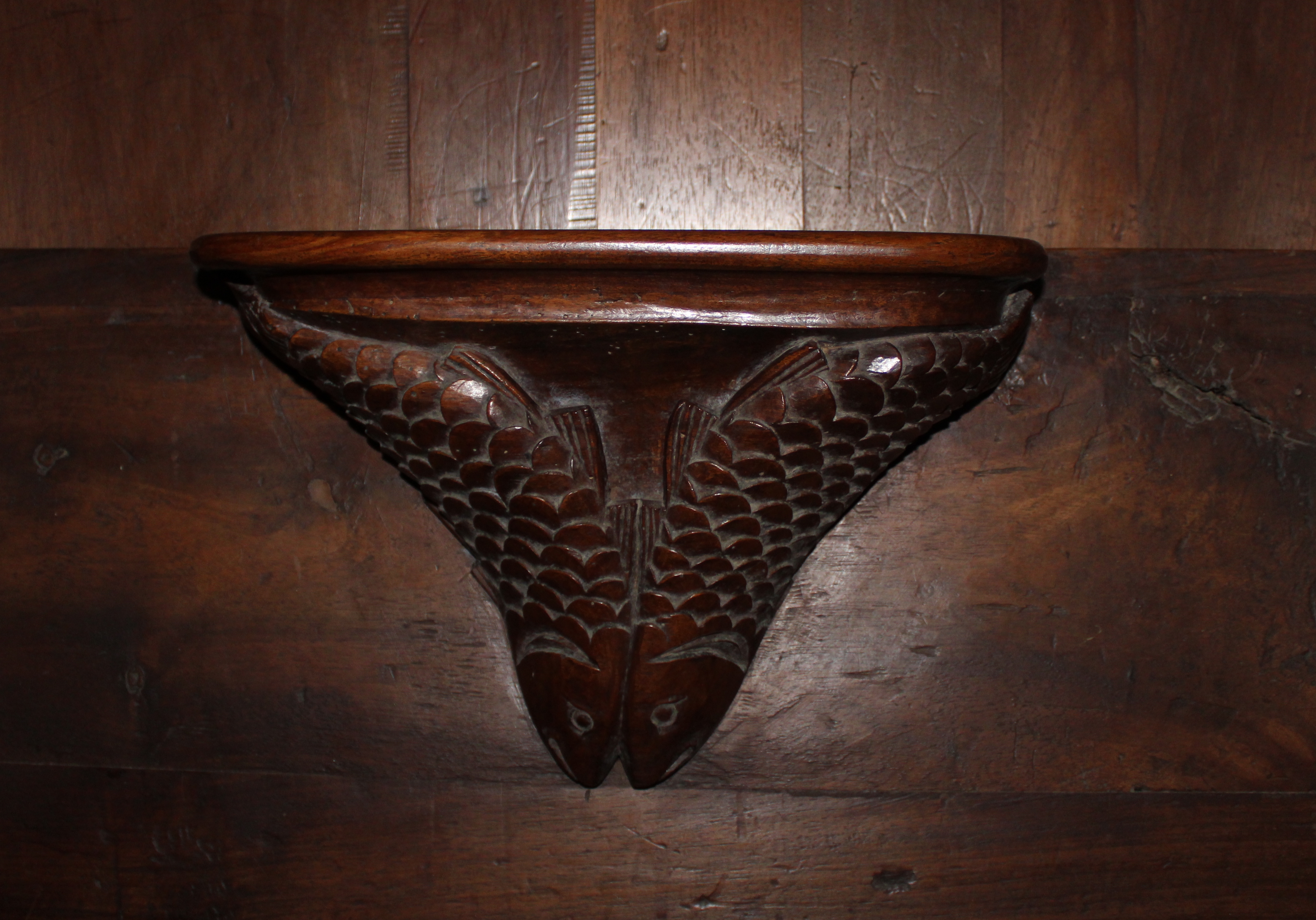
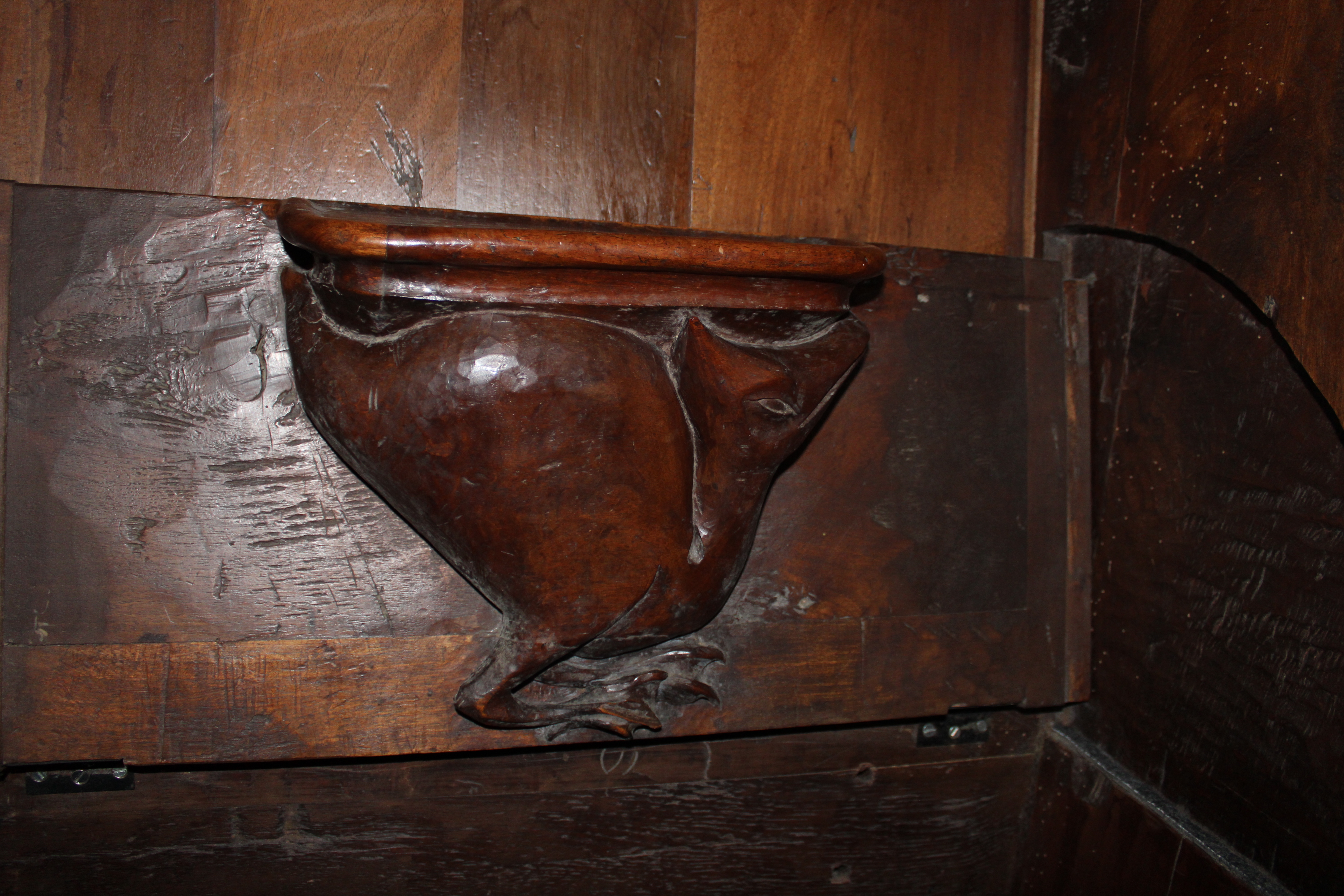